# ライスアンドピーズ
ライスアンドピーズ（Rice and Peas）またはピーズアンドライス（Peas and Rice）は、西インド諸島のカリブ海諸国において伝統的に食されている食べ物。ピーズはアメリカやイギリスの英語では「エンドウ豆」を指すが、カリブ海諸国に於いては豆全般を指す。 

## アングロ・カリブ海諸国
ライスアンドピーズは、バハマやジャマイカ 、トリニダードトバゴ、バルバドスなどに代表される英語圏に属するカリブ海諸国における料理である。 その中の一つであるバハマでは、「ママはピーズアンドライスとココナッツオイルを望まない」と題する民謡まである。西アフリカに由来する要素も多く、大西洋奴隷貿易によりもたらされたと考えられている。この料理は米とインゲンマメ、キマメ、ササゲなど、カリブ海諸国で入手可能なマメ科植物で作られる。キマメは、特にクリスマスとのつながりが深い。普通は鶏肉、牛肉、羊肉、豚肉などの煮込み肉、またはエビ、カニ、キングフィッシュなどの魚介類と一緒に提供される。 
作り方は、豆とピメンタ（オールスパイス）の種とニンニクを柔らかくなるまで煮て、さらにそこに米、スコッチボネットペッパー、タイム、ねぎ、ラウンドタマネギ、おろし生姜とココナッツミルクを入れる。塩豚や牛肉を使用することもある。ガイアナでは鶏肉を使用することも多く、それは「クックアップライス」（cook-up rice）と呼ばれている。

## アメリカにおけるライスアンドピーズ

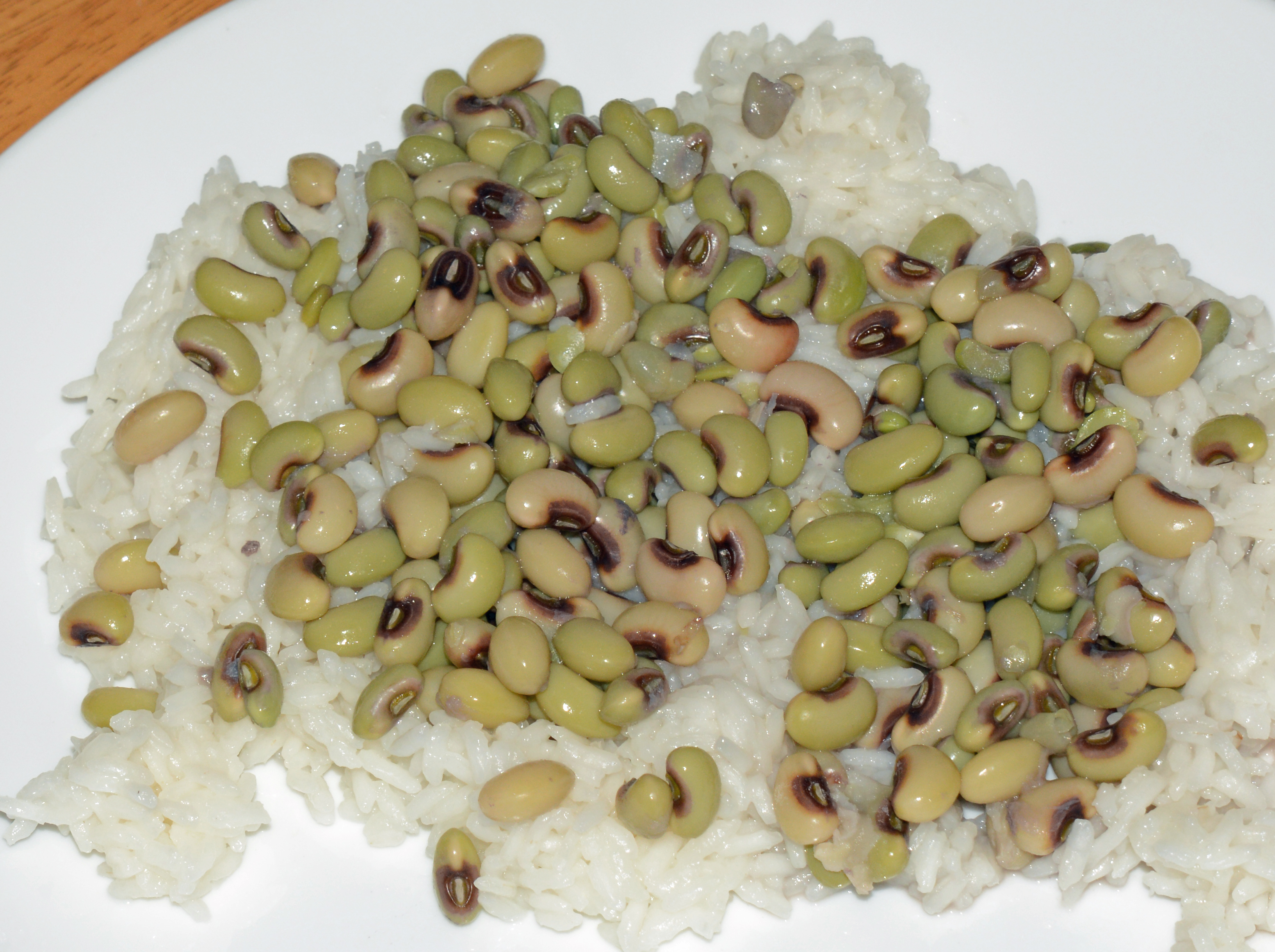
ホッピン・ジョン

アメリカ南部では、「ホッピン・ジョン」と呼ばれるライスアンドピーズに似た料理が食べられている。黒目豆 （またはフィールド豆）と米を材料とし、玉ねぎのみじん切りとベーコンの薄切りを加えて作られる料理である。 